# مطار غازي آباد
مطار غازي أباد (بالإنجليزية: Ghaziabad Airport)‏ (إيكاو: OAGA) هو مطار  مخصصص للاستخدام العام يقع بالقرب من غازي أباد، ننجرهار في أفغانستان.

## روابط خارجية
- سجل المطار لمطار غازي أباد في Landings.com. تم الاسترجاع 2013-8-1